# Station Visvliet

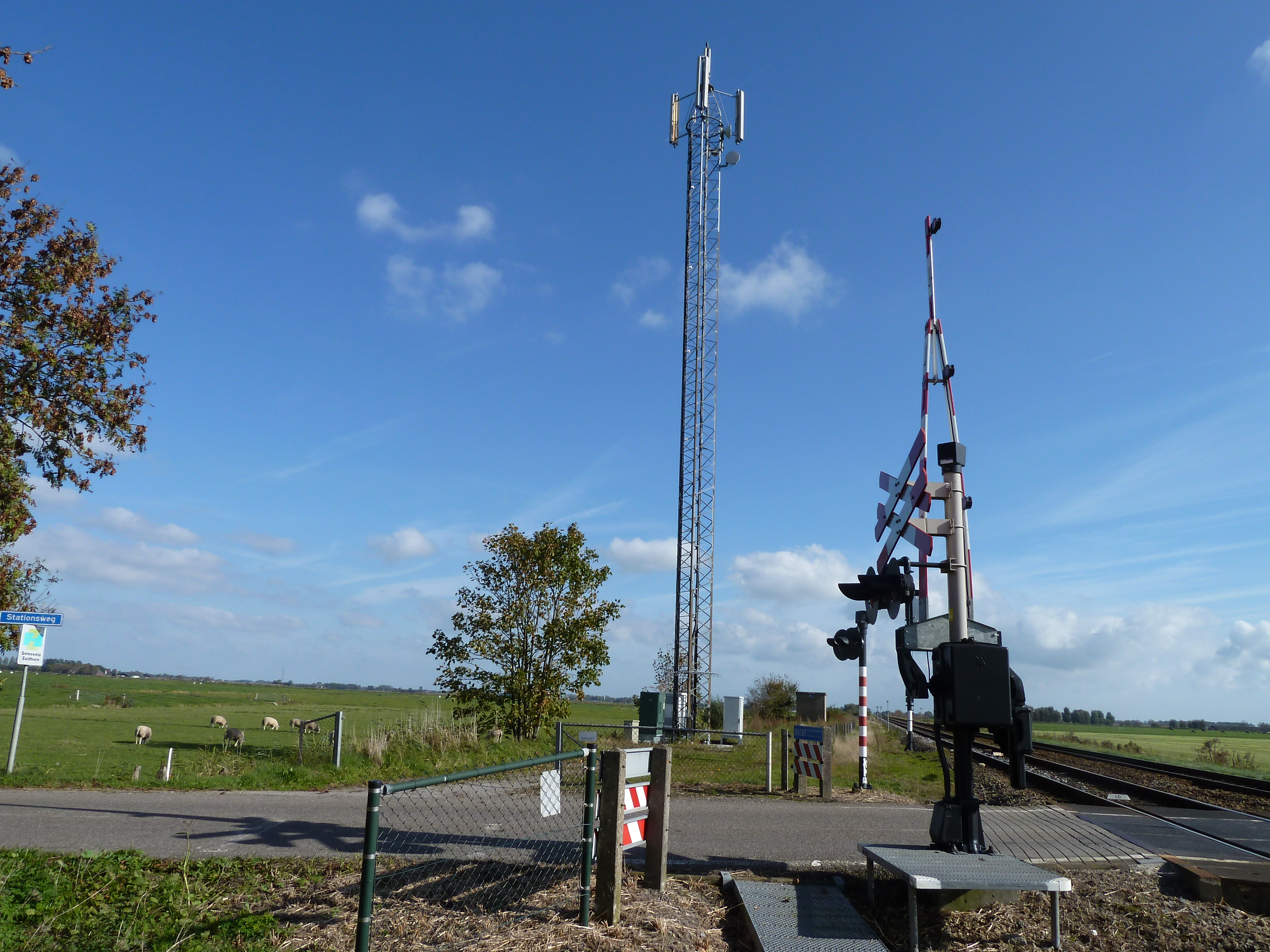
De locatie van het voormalige station anno 2010.

Station Visvliet was een spoorwegstation aan de spoorlijn Harlingen - Nieuwe Schans. Het was een eenzaam in het landschap gelegen en relatief groot station, waar weinig gebruik van werd gemaakt.
Het station lag ongeveer een kilometer ten zuiden van het dorp, op het grondgebied van de gemeente Grootegast. In 1891 werd er een stationsgebouw gebouwd van het Standaardtype Visvliet, dat werd voltooid in 1892. Kort daarna werd waarschijnlijk het stationskoffiehuis van G. Siderius aan de noordzijde van het station gebouwd.
In de jaren 70 en 80 stopte er per richting nog slechts één trein in de twee uur - het was toen het enige Nederlandse station dat in de reguliere dienst minder dan een uurdienst had.
Op 2 juni 1991 is de halte Visvliet gesloten om in de dienstregeling ruimte te maken voor de bediening van het nieuwe station Leeuwarden Camminghaburen. Nog enkele jaren na de sluiting van de halte heeft het perron er als stille getuige gelegen, maar dat is verdwenen bij de spoorverdubbeling in 1996-1998.

## Wetenswaardigheden
Tijdens de barre winter van 1979 kwam door een zware sneeuwstorm, gecombineerd met langdurige driftsneeuw, op 14 februari een trein vast te zitten in de metershoge sneeuwduinen bij station Visvliet, waarop er soldaten aan te pas moesten komen om de treinen (hun eigen trein was ook vast komen te zitten) uit te graven.
Het station en de schrijver Bob den Uyl, die een essay had geschreven over treinreizen, met als titel "Visvliet bestaat namelijk niet", was te zien in de documentaire uit 1979, getiteld: Op zoek naar literatuur 'Aan de Rand van Nederland' van Theo Uittenbogaard.
Vier jaar later, in 1983, werd het stationsgebouw onverhoeds afgebroken. De uitgever van het boek Het reizen vereist sterke zenuwen (2004) van Bob den Uyl gebruikte een foto van het station als omslagillustratie, omdat Den Uyl (1930-1992) het een 'schande' en "een groot verlies voor de Nederlandse cultuur" had gevonden dat het prachtige stationsgebouw gesloopt was en vervangen door een simpel bushokje.
In 1988 nog werd het station gebruikt als decor in de Nederlandse film 'Periodes met Zon' (1989), waartoe 700 mensen naar het station werden gebracht om er te figureren.